# Богайчук, Демьян Иосифович
Демьян Иосифович Богайчук (1 ноября 1899,  с. Переспы,  Люблинская губерния, Царство Польское, Российская империя — 4 октября 1946, Ленинград,  СССР) — советский военачальник, полковник (19.09.1942).

## Биография
Родился 1 ноября 1899 года в селе Переспы, ныне в гмине Тышовце Томашувского повета Люблинского воеводства Польши.

### Военная служба

#### Гражданская война
1 мая 1920 года добровольно поступил в РККА и был назначен в 74-й железнодорожный отряд старшиной команды. С сентября служил в 41-м военно-полевом строительстве в городе Киев политруком и исполняющим обязанности военкома 3-го отдела. Член ВКП(б) с 1920 года. В составе сводного отряда комиссаром участвовал в ликвидации бандитизма в районе Киева. С апреля 1921 года был политруком и врид комиссара 72-го бригадного госпиталя в городе Проскуров, с октября — инспектором управления Ольгопольского продовольственного комитета в городе Бершадь.

#### Межвоенные годы
В июне 1922 года командирован на учебу в Москву в Объединенную военную школу Красных коммунаров, по окончании которой в августе 1925 года был назначен командиром взвода 70-го стрелкового полка 24-й Самаро-Ульяновской железной стрелковой дивизии в городе Винница. С мая 1926 года по июнь 1927 года проходил переподготовку на Ленинградских военно-политических курсах им. Ф. Энгельса. После их окончания назначен заместителем командира роты по политчасти 144-го стрелкового полка 48-й стрелковой дивизии в городе Вышний Волочек. С декабря 1928 года командовал ротой в 143-м стрелковом полку в городе Тверь. С апреля 1931 года — слушатель Военной академии РККА им. М. В. Фрунзе. В мае 1934 года, завершив обучение в академии,  Богайчук был назначен начальником связи 70-й стрелковой дивизии ПриВО в городах Самара и Пенза, с июня 1936 года исполнял должность помощника начальника 1-го отдела 12-го стрелкового корпуса в городе Саратов. В июле 1938 года майор  Богайчук был арестован органами НКВД и до 16 марта 1939 года находился под следствием, затем освобожден в связи с прекращением дела. После освобождения работал заведующим учебой в Утильшвей-объединении в Москве. В июле 1940 года восстановлен в кадрах РККА и назначен преподавателем тактики Высшей военной школы штабной службы РККА. С апреля 1941 года командовал батальоном курсантов во 2-м Ленинградском стрелково-пулеметном училище.

#### Великая Отечественная война
С началом  войны училище выполняло задачу по охране аэродромов в районе Ленинграда. 26 июня 1941 года оно было переброшено в район города Раквере (Эстония) и затем находилось в обороне на подступах к Ленинграду на Лужском оборонительном рубеже. В сентябре оно было эвакуировано из Ленинграда в город Глазов Удмуртской АССР. В том же месяце майор  Богайчук назначается командиром 282-го запасного лыжного стрелкового полка 34-й запасной бригады в городе Слободской Кировской области. В ноябре переводится начальником штаба 86-й отдельной стрелковой бригады, формировавшейся в городе Киров. В декабре бригада была переброшена под Москву, а в феврале убыла на Северо-Западный фронт в 34-ю армию и участвовала с ней в Демянской наступательной операции. С марта 1942 года подполковник  Богайчук исполнял должность заместителя командира этой бригады. 25 апреля он назначен командиром 20-й отдельной стрелковой бригады. В составе сформированной на Северо-Западном фронте 53-й армии участвовал с ней в боях против войск 16-й немецкой армии, удерживавшей демянский плацдарм. В августе она была выведена в резерв Ставки ВГК, затем в декабре вновь направлена на Северо-Западный фронт в 11-ю армию и в ее составе в феврале 1943 года принимала участие в Демянской наступательной операции. В начале апреля бригада была передана 68-й армии. 14 мая 1943 года полковник Богайчук назначается командиром 159-й стрелковой дивизии, формировавшейся на базе 20-й и 132-й стрелковых бригад. 12 июля дивизия прибыла на Западный фронт и с 10 августа участвовала в Смоленской, Спас-Деменской, Ельнинско-Дорогобужской и Смоленско-Рославльской наступательных операциях. С 29 октября дивизия была включена в 5-ю армию Западного фронта и до конца декабря занимала оборону в районе Боброво и на р. Россасенка (западнее г. Рудня). С января 1944 года  находился на курсах при Высшей военной академии им. К. Е. Ворошилова, однако окончить их не сумел по состоянию здоровья и в апреле назначается начальником Ульяновского пехотного училища.

#### Послевоенное время
После войны 10 сентября 1945 года он был отстранен от должности и зачислен в распоряжение ГУК НКО. 25 февраля 1946 года полковник Богайчук уволен в отставку по болезни.

## Награды
- два ордена Красного Знамени (30.04.1943[5],   03.11.1944[6][7])
- орден Кутузова II степени (28.09.1943)[8]
  - медали в том числе:
  - «За победу над Германией в Великой Отечественной войне 1941—1945 гг.» (31.08.1945)[9]